# Колбасный салат
Колбасный салат (нем. Wurstsalat) — сытный салат из одного или нескольких сортов колбасы, обычно варёной, но также сервелата, заправленный уксусом, растительным маслом и репчатым луком. Колбасный салат является популярным блюдом — закуской или перекусом — между основными приёмами пищи на юге Германии, в Эльзасе, Швейцарии и Австрии. Колбасный салат — типичная закуска в немецких пивных садах.
Колбасу для колбасного салата (чаще болонскую), режут тонкими ломтикам или полосками и некоторое время выдерживают в маринаде из смеси уксуса и растительного масла с чёрным перцем, солью и порезанным кольцами или кубиками репчатым луком. По сведениям Альфонса Шубека, в правильно приготовленном колбасном салате по-баварски из маленьких, толстеньких и пряных регенсбургских сосисок, нарезанных строго ломтиками, с репчатым луком или скородой и острой горчицей категорически не допускаются никакие дополнительные ингредиенты вроде маринованных огурцов или стручкового перца. В других региональных рецептах в колбасный салат добавляют мелко нарезанные редис и петрушку. Колбасный салат сервируют с хлебом или жареным картофелем, а также с обацдой; в Курпфальце и Сааре — с картофелем фри. По рецепту швабского колбасного салата следует добавить также кровяную колбасу, а швейцарского, страсбургского и эльзасского — сыр эмменталь. В Верхней Швабии в колбасный салат кладут и кровяную колбасу, и твёрдый сыр. В Швейцарии колбасный салат готовят из сервелата и добавляют как эмменталь, так и грюйер и аппенцеллер.